# Guy Duraffourg
Guy Duraffourg (* 15. Dezember 1936 in Les Molunes) ist ein ehemaliger französischer Biathlet.
Guy Duraffourg startete erstmals in Altenberg bei einer internationalen Meisterschaft im Rahmen der Biathlon-Weltmeisterschaften 1967 und wurde 48. des Einzels. Ein Jahr später folgten die Olympischen Winterspiele 1968 in Grenoble, wo Duraffourg 58. des Einzels wurde. Dabei kam er auf 18 Fehlerpunkte und erreichte die 48. Laufzeit.